# أوتشاكيف
أوتشاكيف هي مدينة من مدن أوكرانيا. يبلغ عدد سكانها 14491 نسمة وذلك حسب إحصائيات سنة 2015. تبلغ مساحتها 12.49 كم².

## أعلام
- إبراهام بولاك